# هفدهمین جشن سینمای ایران
هفدهمین جشن خانه سینمای ایران در روز ۲۰ شهریور ۱۳۹۴ در عمارت مسعودیه برگزار شد.

## تعداد نامزدها و برنده‌ها
فیلمهایی که در چند رشته کاندیدای دریافت تندیس بودند:
| چند متر مکعب عشق                 | ۱۰ |
| در دنیای تو ساعت چند است؟        | ۱۰ |
| قصه‌ها                            | ۸  |
| عصر یخبندان                      | ۷  |
| ماهی و گربه                      | ۶  |
| شیار ۱۴۳                         | ۵  |
| استراحت مطلق                     | ۴  |
| شهر موش‌ها ۲                      | ۴  |
| نهنگ عنبر                        | ۳  |
| بیگانه                           | ۳  |
| میهمان داریم                     | ۳  |
| ارسال یک آگهی تسلیت برای روزنامه | ۳  |

فیلمهایی که موفق به دریافت چند تندیس شدند:
| چند متر مکعب عشق          | ۸ |
| در دنیای تو ساعت چند است؟ | ۳ |
| ماهی و گربه               | ۲ |
| نهنگ عنبر                 | ۲ |

## لیست جوایز بخش فیلمهای داستانی[۱]
| تندیس بهترين فيلم - نوید محمودی – چند متر مکعب عشق - علی مصفا – در دنیای تو ساعت چند است؟ - محمدحسین قاسمی، ابوذر پورمحمدی – شیار ۱۴۳ - رخشان بنی‌اعتماد – قصه‌ها - سپهر سیفی – ماهی و گربه                                                     | تندیس بهترين کارگردانی - جمشید محمودی – چند متر مکعب عشق - رخشان بنی‌اعتماد – قصه‌ها - شهرام مکری – ماهی و گربه - صفی یزدانیان – در دنیای تو ساعت چند است؟ - مجید برزگر – پرویز                   |
| تندیس بهترين بازیگر زن - مریلا زارعی – شیار ۱۴۳ - پانته‌آ بهرام – بیگانه - ترانه علیدوستی – استراحت مطلق - رویا نونهالی – تراژدی - مهتاب کرامتی – عصر یخبندان                                                                                  | تندیس بهترين بازیگر مرد - ساعد سهیلی – چند متر مکعب عشق - حامد بهداد – آرایش غلیظ - صابر ابر – همه چیز برای فروش - علی مصفا – در دنیای تو ساعت چند است؟ - زنده یاد لوون هفتوان – پرویز          |
| تندیس بهترين بازیگر زن نقش مکمل - پانته‌آ پناهی‌ها – گس - باران کوثری – قصه‌ها - گلاب آدینه – قصه‌ها - گوهر خیراندیش – آتش‌بس ۲ - مهناز افشار – بیگانه                                                                                             | تندیس بهترين بازیگر مرد نقش مکمل - نادر فلاح – چند متر مکعب عشق - پیمان معادی – قصه‌ها - جمال اجلالی – آرایش غلیظ - مجید صالحی – استراحت مطلق - محسن کیایی – عصر یخبندان - هومن برق‌نورد – بیگانه |
| تندیس بهترين فیلمنامه - جمشید محمودی – چند متر مکعب عشق - رخشان بنی‌اعتماد، فرید مصطفوی – قصه‌ها - صفی یزدانیان – در دنیای تو ساعت چند است؟ - فرهاد توحیدی – شهر موش‌ها ۲ - مهدی تراب‌بیگی، مجیدرضا مصطفوی – انارهای نارس - نرگس آبیار – شیار ۱۴۳ | تندیس بهترين موسیقی متن - کریستف رضاعی – ماهی و گربه - آرمان موسی‌پور – عصر یخبندان - بهرام دهقانیار – شهر موش‌ها ۲ - علیرضا کهن‌دیری – میهمان داریم                                               |
| تندیس بهترين فيلمبرداری - همایون پایور – در دنیای تو ساعت چند است؟ - علیرضا برازنده – ارسال یک آگهی تسلیت برای روزنامه - فرشاد محمدی – نهنگ عنبر                                                                                              | تندیس بهترين تدوین - سپیده عبدالوهاب – چند متر مکعب عشق - احمد مرادپور – ارسال یک آگهی تسلیت برای روزنامه - بهرام دهقان – لامپ صد - شیما منفرد – استراحت مطلق - محمدرضا مویینی – تراژدی         |
| تندیس بهترین طراحی صحنه - آبتین برقی – چند متر مکعب عشق - امیرحسین اثباتی – ماهی و گربه - ایرج رامین‌فر – در دنیای تو ساعت چند است؟ - حجت اشتری – عصر یخبندان - محسن شاه‌ابراهیمی – شهر موش‌ها ۲                                                 | تندیس بهترین طراحی لباس - ایرج رامین‌فر – در دنیای تو ساعت چند است؟ - امیرحسین اثباتی – ماهی و گربه - کامیاب امین‌عشایری – شیار ۱۴۳ - نگار نعمتی – عصر یخبندان                                    |
| تندیس بهترین صدابرداری - پرویز آبنار – ماهی و گربه - بهمن اردلان – از رییس‌جمهور پاداش نگیرید - جهانگیر میرشکاری – در دنیای تو ساعت چند است؟ - مهدی صالح‌کرمانی – چند متر مکعب عشق - زنده یاد یدالله نجفی – قصه‌ها                               | تندیس بهترین صداگذاری و میکس - امیرحسین قاسمی – در دنیای تو ساعت چند است؟ - امیرحسین قاسمی – چند متر مکعب عشق - آرش قاسمی – شیار ۱۴۳ - سیدمحمد کشفی – میهمان داریم - علیرضا علویان – روباه      |
| تندیس بهترين چهره‌پردازی - سعید ملکان – نهنگ عنبر - سعید ملکان – استراحت مطلق - مهرداد میرکیانی – قصه‌ها | تندیس بهترین جلوه‌های ویژه بصری - بهنام خاکسار – میهمان داریم - امیررضا معتمدی – عصر یخبندان - رضا میثاقی، مهدی قزلو – شهر موش‌ها ۲                                                               |
| تندیس بهترین کارگردانی فیلم اول - جمشید محمودی – چند متر مکعب عشق - ابراهیم ابراهیمیان – ارسال یک آگهی تسلیت برای روزنامه - صفی یزدانیان – در دنیای تو ساعت چند است؟ - هومن سیدی – سیزده                                                      | تندیس بهترین جلوه‌های ویژه میدانی - حمید رسولیان – نهنگ عنبر - آرش آقابیک – عصر یخبندان - محسن روزبهانی – زیباتر از زندگی                                                                        |